# New York Knicks 2009-2010
La stagione 2009-10 dei New York Knicks fu la 61ª nella NBA per la franchigia.
I New York Knicks arrivarono terzi nella Atlantic Division della Eastern Conference con un record di 29-53, non qualificandosi per i play-off.

## Roster
| N° | Naz.                   | Ruolo | Sportivo         | Anno | Alt. | Peso |
| -- | ---------------------- | ----- | ---------------- | ---- | ---- | ---- |
| 0  | Stati Uniti (bandiera) | G     | Larry Hughes     | 1979 | 196  | 83   |
| 1  | Stati Uniti (bandiera) | G     | Chris Duhon      | 1982 | 185  | 84   |
| 2  | Stati Uniti (bandiera) | G     | Nate Robinson    | 1984 | 175  | 82   |
| 3  | Stati Uniti (bandiera) | A     | Tracy McGrady    | 1979 | 203  | 95   |
| 4  | Stati Uniti (bandiera) | G     | J.R. Giddens     | 1985 | 196  | 98   |
| 5  | Stati Uniti (bandiera) | A     | Bill Walker      | 1987 | 198  | 100  |
| 7  | Stati Uniti (bandiera) | A     | Al Harrington    | 1980 | 206  | 104  |
| 8  | Italia (bandiera)      | A     | Danilo Gallinari | 1988 | 208  | 102  |
| 9  | Stati Uniti (bandiera) | A     | Jonathan Bender  | 1981 | 211  | 92   |
| 11 | Stati Uniti (bandiera) | A     | Marcus Landry    | 1985 | 201  | 104  |
| 13 | Spagna (bandiera)      | G     | Sergio Rodríguez | 1986 | 191  | 76   |
| 20 | Stati Uniti (bandiera) | A     | Jared Jeffries   | 1981 | 211  | 104  |
| 21 | Stati Uniti (bandiera) | A     | Wilson Chandler  | 1987 | 203  | 100  |
| 23 | Stati Uniti (bandiera) | G     | Toney Douglas    | 1986 | 188  | 86   |
| 30 | Stati Uniti (bandiera) | C     | Earl Barron      | 1981 | 213  | 111  |
| 31 | Serbia (bandiera)      | C     | Darko Miličić    | 1985 | 213  | 113  |
| 34 | Stati Uniti (bandiera) | C     | Eddy Curry       | 1982 | 211  | 129  |
| 42 | Stati Uniti (bandiera) | A     | David Lee        | 1983 | 206  | 113  |
| 43 | Stati Uniti (bandiera) | A     | Jordan Hill      | 1987 | 208  | 107  |
| 50 | Stati Uniti (bandiera) | G     | Eddie House      | 1978 | 185  | 82   |

## Staff tecnico
- Allenatore: Mike D'Antoni
- Vice-allenatori: Herb Williams, Phil Weber, Dan D'Antoni, Kenny Atkinson, Greg Brittenham
- Preparatore atletico: Roger Hinds
- Assistente preparatore: Anthony Goenaga